# Španovští z Lisova
Španovští z Lisova byli český vladycký rod pocházející z vesnic Lisov a Spáňov na Domažlicku. Kvůli stejnosti erbu je pravděpodobné, že byli stejného původu jako páni z Roupova.

## Historie
První ověřitelným předkem rodu se stal hejtman vojska krále Matyáše, Mikuláš, které poté sloužil Rožmberkům. Zakoupil Želeč a několik vsí u Příbenic. Jeho syn Oldřich působil jako bechyňský hejtman a získal Pacov. Zplodil pět synů.
Jeden z nich, Erazim, se usadil v Dolních Rakousích, Jáchym povýšil do panského stavu, další dva nebyli ničím výjimeční. 
Poslední syn, Michal († 1601) byl nejvzdělanějším a nejlepším hospodářem z bratrů. Svoji pětinu dědictví rozmnožil, když koupil Mladou Vožici, Miličín, část Přeštice a zámek Šelmberk. Stal se podkomořím věnných měst, královským radou a nejvyšším písařem. Stál před zemským soudem, kde vysvětloval, proč ukryl pod svůj plášť královské žezlo a utekl s ním z pohřebního průvodu císaře Maxmiliána II. v Praze roku 1577. Měla to zavinit panika, která tehdy panovala, avšak Michal měl dost práce, aby svůj nedůstojný útěk obhájil.
Počátkem 17. století prodali zděděný majetek a zadlužovali se. Po polovině 17. století rod prakticky zmizel, snad pouze ve Slezsku žila v 19. století jedna zchudlá větev rodu. Osvald Španovský z Lisova ( † 1892) byl úředníkem javorského a svídnického knížectví.

## Erb
Ve znaku nosili kolmý černý pruh (tzv. kůl) ve stříbrném poli.

## Příbuzenstvo
Spojili se s Bruntálskými z Vrbna, Švihovskými z Rýzmberka mebp Kořenskými z Terešova